# LulzRaft
LulzRaft es el nombre de un individuo o grupo de hackers que captó la atención internacional en 2011 debido a una serie de ataques de alto perfil en los sitios web de Canadá. Sus objetivos han incluido el Partido Conservador de Canadá y de Husky Energy.
El 7 de junio de 2011, LulzRaft se atribuyó la responsabilidad del hacking perpetrado al website del Partido Conservador de Canadá y la publicación de una noticia falsa sobre el primer ministro canadiense Stephen Harper.
Los hackers publicaron una alerta en el sitio afirmando que Harper había ahogado en un hash brown, mientras tomaba el desayuno y fue trasladado en helicóptero al Hospital General de Toronto.
La historia engañó a muchos, incluyendo Canadá MP Chris Alexander, que la difundieron en Twitter. 
El 8 de junio LulzRaft, nuevamente ataca al Partido Conservador y al parecer también hackeó la página web de Husky Energy en el mismo día. Insertan una nota promisoria de gas gratis para los usuarios, que utiliza el código de cupón "hash-browns", alegando que se trataba de un gesto de buena voluntad destinado a aplacar a los conservadores que se sintieron ofendidos por sus ataques anteriores.
Se desconoce si el grupo está vinculado con LulSec, aunque algunos medios de comunicación han incluido las especulaciones de que los ataques LulzRaft se inspiraron debido al Copycat effect.